# Thylogale
Thylogale (česky klokan, toto jméno se však používá pro více rodů) je rod menších až středně velkých klokanů, jehož zástupci se vyskytují v Austrálii a na Nové Guineji. Zástupci rodu Thylogale typicky váží kolem 3–9 kg a jejich výška se pohybuje kolem 50–70 cm. Jejich horní končetiny bývají poměrně velké ve srovnání s většími druhy vačnatců. Mívají dlouhou a jemnou srst, avšak srst na ocasu je kratší a tužší. Ocas dosahuje dvou třetin délky těla včetně hlavy a v klidovém stavu je volně položený na zemi za tělem.
Zástupci rodu byli již od pradávna loveni. Lov je dodnes hlavní příčinou ohrožení novoguinejských zástupců rodu. Australské druhy hlavně v minulosti zaznamenaly snížení stavů následkem introdukce savčích predátorů jako jsou kočky, psi a lišky.

## Systematika
Za formální autoritu taxonu se považuje britský zoolog John Edward Gray, který rod vytyčil v roce 1837. Gray taxon původně považoval za podrod rodu Halmaturus, který byl v roce 1888 synonymizován s rodem Macropus. G. G. Simpson v roce 1945 taxon Thylogale povýšil na rod, což respektuje i moderní taxonomie.
Rod Thylogale je velmi zajímavý pro biogeografy tím, že jeho zástupci jsou rozprostřeni od Tasmánie přes východní Austrálii po Novou Guineu. Studiem těchto druhů lze tedy lépe porozumět dynamice biotopů mezi těmito ostrovy a jejich rozdělení v době miocénu, kdy došlo ke speciaci australských druhů i k vyštěpení novoguinejské větve.

### Seznam druhů
Seznam druhů rodu Thylogale zachycuje tabulka níže. Někdy se za samostatný druh považuje i novoguinejský Thylogate lanatus, většina taxonomických zdrojů jej však pokládá za montánní poddruh klokana Brownova, a pojmenovává jej tedy jako Thylogate browni lanatus.
| Obrázek | Běžné jméno      | Vědecké jméno          | Rozšíření |
| ------- | ---------------- | ---------------------- | --------- |
|         | klokan rudoboký  | Thylogale billardierii |           |
|         | klokan Brownův   | Thylogale browni       |           |
|         | klokan uru       | Thylogale brunii       |           |
|         | klokan Calabyův  | Thylogale calabyi      |           |
|         | klokan znamenaný | Thylogale stigmatica   |           |
|         | klokan pademelon | Thylogale thetis       |           |